# タウルスヒラタクワガタ
タウルスヒラタクワガタ（Dorcus taurus）は、クワガタムシ科クワガタ属に分類されるクワガタムシの一種である。

## 特徴
オスは、約50-60ミリメートル、メスは、約40-45ミリメートルの大きさに達する。オスは頭部が大きく、大きな顎がある。頭部と前胸は暗褐色であり、鞘翅は明瞭である。

## 生息域
インドネシアでのみ生息が確認されている。

## 亜種
- Dorcus taurus borneensis Hughes Bomans, 1994

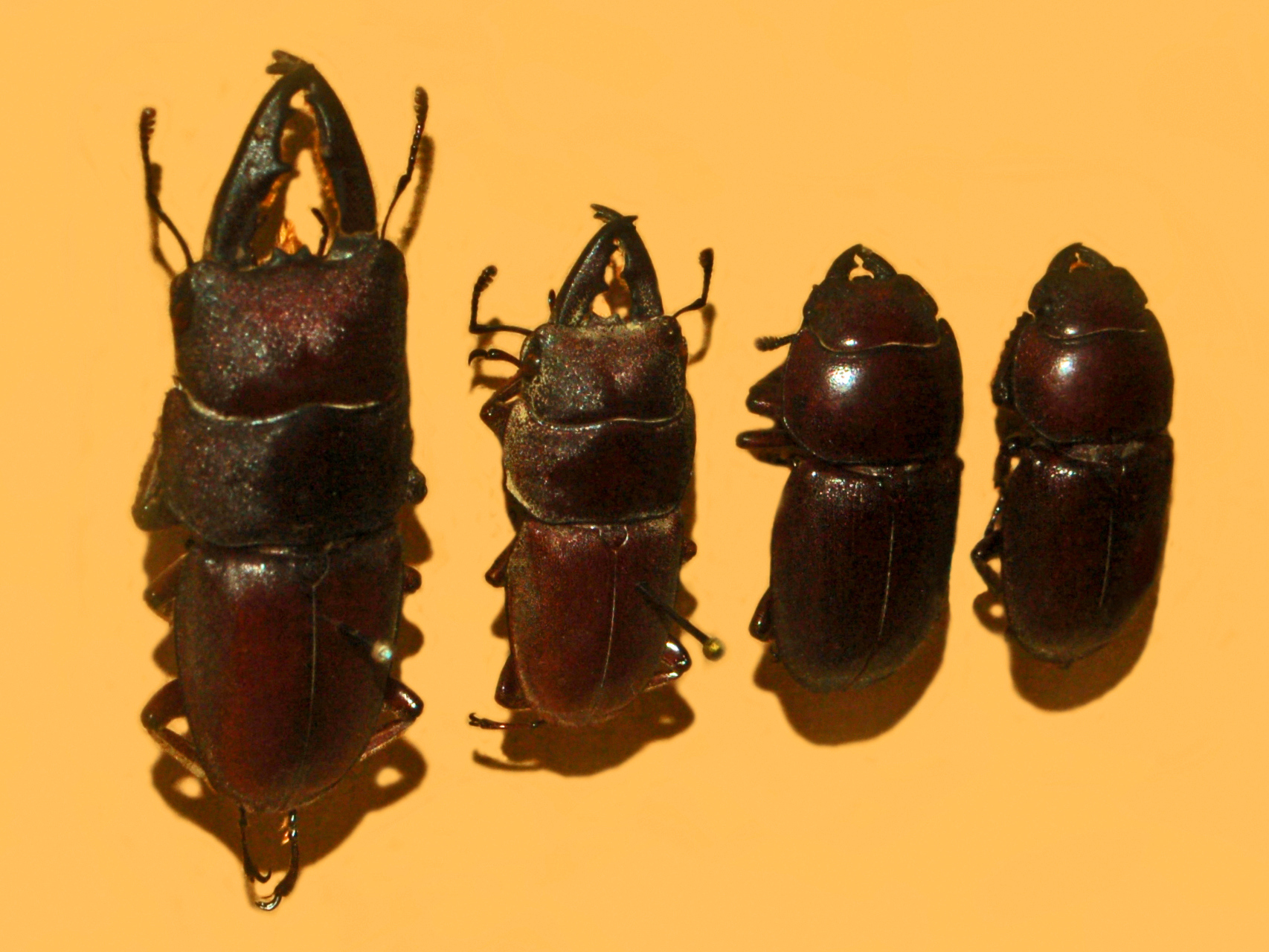
スマトラ島のDorcus taurus taurusのオスおよびメス

- Dorcus taurus cribriceps Chevrolat, 1841
- Dorcus taurus gypaetus Castelnau, 1840
- Dorcus taurus jampeanus Mizunuma 1994
- Dorcus taurus moinieri Lacroix, 1983
- Dorcus taurus taurus Fabricius, 1801